# Marius Wolf
Marius Wolf (Coburgo, Alemania, 27 de mayo de 1995) es un futbolista alemán. Juega de centrocampista y su equipo es el F. C. Augsburgo de la Bundesliga de Alemania.

## Trayectoria
Hizo su debut en la 2. Bundesliga como jugador del 1860 Múnich el 26 de octubre de 2014, en un partido contra el Eintracht Brunswick, perdiendo por un marcador de 2-1. Marcó su primer gol como profesional el 21 de febrero de 2015, en un partido contra el St. Pauli, en una victoria por 2-1. Posteriormente, el 8 de enero de 2016 fue transferido al Hannover 96.
En enero de 2017 fue cedido al Eintracht Fráncfort. Este ejerció una opción de compra y firmó contrato con el equipo hasta 2020.
El 28 de mayo de 2018 el Borussia Dortmund lo fichó por 5 millones de euros, firmando contrato hasta 2023. Wolf debutó con este equipo el 13 de julio, en un partido con victoria 1-0 ante el Austria Viena. Marcó su primer gol con el equipo el 14 de septiembre, en un partido donde vencieron por 3-1 al Eintratch Frankfurt.
El 2 de septiembre de 2019 el Hertha de Berlín logró su cesión por una temporada. Al final de la misma regresó al conjunto de Dortmund, que posteriormente lo prestó al F. C. Colonia.
El 8 de agosto de 2024 fichó por el F. C. Augsburgo con un contrato de tres años.

## Selección nacional
Fue internacional con la selección sub-20 de Alemania en una ocasión.
El 17 de marzo de 2023 fue convocado por primera vez con la selección absoluta para dos amistosos contra Perú y Bélgica. Debutó el día 25 en el triunfo ante los peruanos saliendo de titular.

## Estadísticas

### Clubes
Actualizado al último partido disputado el 2 de noviembre de 2024.
| Club                           | Div.          | Temporada     | Liga  | Liga  | Copas nacionales | Copas nacionales | Copas internacionales | Copas internacionales | Total | Total |
| Club                           | Div.          | Temporada     | Part. | Goles | Part.            | Goles            | Part.                 | Goles                 | Part. | Goles |
| ------------------------------ | ------------- | ------------- | ----- | ----- | ---------------- | ---------------- | --------------------- | --------------------- | ----- | ----- |
| TSV 1860 Múnich II · Alemania  | 4.ª           | 2014-15       | 10    | 3     | —                | —                | —                     | —                     | 10    | 3     |
| TSV 1860 Múnich II · Alemania  | Total club    | Total club    | 10    | 3     | 0                | 0                | 0                     | 0                     | 10    | 3     |
| TSV 1860 Múnich · Alemania     | 2.ª           | 2014-15       | 25    | 2     | 1                | 0                | —                     | —                     | 26    | 2     |
| TSV 1860 Múnich · Alemania     | 2.ª           | 2015-16       | 16    | 3     | 2                | 0                | —                     | —                     | 18    | 3     |
| TSV 1860 Múnich · Alemania     | Total club    | Total club    | 41    | 5     | 3                | 0                | 0                     | 0                     | 44    | 5     |
| Hannover 96 · Alemania         | 1.ª           | 2015-16       | 2     | 0     | —                | —                | —                     | —                     | 2     | 0     |
| Hannover 96 · Alemania         | Total club    | Total club    | 2     | 0     | 0                | 0                | 0                     | 0                     | 2     | 0     |
| Hannover 96 II · Alemania      | 4.ª           | 2015-16       | 8     | 1     | —                | —                | —                     | —                     | 8     | 1     |
| Hannover 96 II · Alemania      | 4.ª           | 2016-17       | 9     | 1     | —                | —                | —                     | —                     | 9     | 1     |
| Hannover 96 II · Alemania      | Total club    | Total club    | 17    | 2     | 0                | 0                | 0                     | 0                     | 17    | 2     |
| Eintracht Fráncfort · Alemania | 1.ª           | 2016-17       | 3     | 0     | 1                | 0                | —                     | —                     | 4     | 0     |
| Eintracht Fráncfort · Alemania | 1.ª           | 2017-18       | 28    | 5     | 6                | 1                | —                     | —                     | 34    | 6     |
| Eintracht Fráncfort · Alemania | Total club    | Total club    | 31    | 5     | 7                | 1                | 0                     | 0                     | 38    | 6     |
| Borussia Dortmund · Alemania   | 1.ª           | 2018-19       | 16    | 1     | 2                | 0                | 4                     | 0                     | 22    | 0     |
| Borussia Dortmund · Alemania   | 1.ª           | 2019-20       | 0     | 0     | 1                | 0                | 0                     | 0                     | 1     | 0     |
| Hertha Berlín · Alemania       | 1.ª           | 2019-20       | 21    | 1     | 2                | 0                | —                     | —                     | 23    | 1     |
| Hertha Berlín · Alemania       | Total club    | Total club    | 21    | 1     | 2                | 0                | 0                     | 0                     | 23    | 1     |
| F. C. Colonia · Alemania       | 1.ª           | 2020-21       | 33    | 2     | 2                | 0                | —                     | —                     | 35    | 2     |
| F. C. Colonia · Alemania       | Total club    | Total club    | 33    | 2     | 2                | 0                | 0                     | 0                     | 35    | 2     |
| Borussia Dortmund · Alemania   | 1.ª           | 2021-22       | 27    | 3     | 2                | 0                | 6                     | 0                     | 35    | 3     |
| Borussia Dortmund · Alemania   | 1.ª           | 2022-23       | 25    | 1     | 3                | 0                | 4                     | 0                     | 32    | 1     |
| Borussia Dortmund · Alemania   | 1.ª           | 2023-24       | 22    | 0     | 3                | 0                | 6                     | 0                     | 31    | 0     |
| Borussia Dortmund · Alemania   | Total club    | Total club    | 90    | 4     | 11               | 0                | 20                    | 0                     | 121   | 4     |
| F. C. Augsburgo · Alemania     | 1.ª           | 2024-25       | 9     | 1     | 2                | 0                | —                     | —                     | 11    | 1     |
| F. C. Augsburgo · Alemania     | Total club    | Total club    | 9     | 1     | 2                | 0                | 0                     | 0                     | 11    | 1     |
| Total carrera                  | Total carrera | Total carrera | 254   | 23    | 27               | 1                | 20                    | 0                     | 301   | 24    |

## Palmarés

### Títulos nacionales
| Título                | Club                | País     | Año     |
| --------------------- | ------------------- | -------- | ------- |
| Copa de Alemania      | Eintracht Fráncfort | Alemania | 2017-18 |
| Supercopa de Alemania | Borussia Dortmund   | Alemania | 2019    |